# Christa Bertelsmeier-Kierst
Christa Bertelsmeier-Kierst (* 25. Dezember 1952) ist eine deutsche Germanistin mit Schwerpunkt Philologie des Mittelalters, mittelalterliche Rechts- und Literaturgeschichte bis zum Frühhumanismus.

## Leben
Nach dem Studium der Germanistik, Anglistik, Kunstgeschichte und Philosophie an der Universität Bonn promovierte sie 1985 an der Universität Kassel über die Rezeption der Griseldis-Novelle aus Giovanni Boccaccios Decameron in Deutschland. An der Philipps-Universität Marburg arbeitete sie daraufhin in der Arbeitsgruppe „Marburger Repertorium deutschsprachiger Handschriften des 13. Jahrhunderts“ unter Leitung von Joachim Heinzle und Helmut Lomnitzer (heute Teil der Marburger Repertorien). 1998 erfolgte ihre Habilitation ebenfalls an der Philipps-Universität Marburg. Von 1999 bis 2018 war sie Professorin am Institut für deutsche Philologie des Mittelalters in Marburg. Von 2007 bis 2012 leitete sie das von der Deutschen Forschungsgemeinschaft geförderte Projekt „Marburger Repertorium zur Übersetzungsliteratur im Frühhumanismus“.

## Schriften (Auswahl)
- Thüring von Ringoltingen: ‚Melusine‘: Der frühe Bucherfolg im Spiegel der Netzwerke städtischer und höfischer Eliten (Zeitschrift für deutsches Altertum und deutsche Literatur, Beihefte), S. Hirzel Verlag GmbH, 2022, ISBN 978-3777632339
- als Hrsg. mit Christopher Young und Bettina Bildhauer (Hrsg.): Eine Epoche im Umbruch. Volkssprachliche Literalität 1200–1300. Cambridger Symposium 2001, Tübingen 2003.
- Zwischen Vernunft und Gefühl. Weibliche Religiosität von der Antike bis heute (= Kulturwissenschaftliche Beiträge zum Mittelalter und zur frühen Neuzeit 3), Bern/Frankfurt (u. a.) 2010, ISBN 978-3-631-58776-8.
- mit H. Härtel, H. Röckelein und E. Schlotheuber: Die gelehrten Bräute Christi. Geistesleben und Bücher der Nonnen im Mittelalter (= Wolfenbütteler Hefte 22), Wiesbaden 2008, ISBN 978-3-447-05756-1.
- Elisabeth von Thüringen und die neue Frömmigkeit in Europa (= Kulturwissenschaftliche Beiträge zum Mittelalter und zur frühen Neuzeit 1), Frankfurt u. a. 2008, ISBN 978-3-631-56992-4.
- Kommunikation und Herrschaft. Zum Verschriftlichungsprozeß des Rechts im 13. Jahrhundert (= ZfdA – Beiheft 9), Stuttgart 2008 (überarb. Habil.-Schrift), ISBN 978-3-7776-1524-0.
- ‚Griseldis‘ in Deutschland. Studien zu Steinhöwel und Arigo (= GRM-Beiheft 8), Heidelberg 1988 (überarb. Diss.), ISBN 978-3-533-04031-6.